# Порумбою, Корнелиу
Корнелиу Порумбою (рум. Corneliu Porumboiu, род. 14 сентября 1975, Васлуй, жудец Васлуй) — румынский кинорежиссёр и сценарист.

## Биография
Сын известного футбольного судьи Адриана Порумбою. Снял несколько короткометражных лент.
Его первый полнометражный фильм «Было или не было?» (англ. название «12 часов 08 минут: К востоку от Бухареста», 2006) завоевал приз «Золотая камера» на Каннском кинофестивале, «Золотой лебедь» на Копенгагенском МКФ, три премии на Трансильванском МКФ и другие награды.
Фильм Корнелиу Порумбою — «Сокровище» — был удостоен приза «Особый талант» в рамках программы «Особый взгляд» Каннского кинофестиваля.

## Фильмография
- 2002 — Pe aripile vinului
- 2003 — Поездка в город / Călătorie la oraş (вторая Премия Кинофонда на Каннском кинофестивале)
- 2004 — Сон Ливиу / Visul lui Liviu
- 2006 — 12:08 к востоку от Бухареста / A fost sau n-a fost? («Золотая камера» Каннского кинофестиваля)
- 2009 — Полицейский, имя прилагательное / Politist, adj. (Приз жюри конкурсной программы «Особый взгляд», Приз Международной федерации кинопрессы (программа «Особый взгляд») на Каннском кинофестивале)
- 2013 — Нижняя граница неба / La limita de jos a cerului (сценарист)
- 2013 — Когда в Бухаресте наступает вечер, или Метаболизм / Când se lasã seara peste Bucuresti sau metabolism
- 2014 — Вторая игра / Al doilea joc
- 2015 — Сокровище / Comoara
- 2018 — Бесконечный футбол / Fotbal Infinit
- 2019 — Свистуны / The Whistlers

## Награды
- Кавалер национального ордена «За заслуги» (20 июня 2006 года)[2]